# Distretto di Tinyahuarco
Il distretto di Tinyahuarco è uno dei tredici distretti della provincia di Pasco, in Perù. Si trova nella regione di Pasco e si estende su una superficie di 94,49 chilometri quadrati.
Istituito il 12 settembre 1917, ha per capitale la città di Tinyahuarco.